# Wang Mingjuan
Wang Mingjuan (Chinees: 王明娟; pinyin: Wang Míngjuān), (Yongzhou, Hunan, 11 oktober 1985) is een Chinese gewichthefster. Ze nam deel aan de Olympische Zomerspelen 2012 in de klasse -48 kg en won goud in deze categorie. Met deze prestatie bleef ze de Japanner Hiromi Miyake (zilver) en Noord-Koreaanse Ryang Chun Hwa (brons) voor.
2000: Tara Nott ·
2004: Nurcan Taylan ·
2008: Chen Wei Ling ·
2012: Wang Mingjuan ·
2016: Sopita Tanasan ·
2020: Hou Zhihui ·
2024: Hou Zhihui